# Герб Дебёсского района
Герб Дебёсского района — является одним из официальных символов муниципального образования «муниципальный округ Дебёсский район» Удмуртской республики. Герб принят в 2006 году, внесён в Государственный геральдический регистр РФ под № 2495.

## Описание
Описание герба:
В червлёном поле, пониженная серебренная стрела в поле, окружённая ветками золотой ленты, образующими подобие положенной на бок цифры 8, или математического знака ∞, сопровождённая вверху золотой височной подвеской Шунды-Мумы (Мать Солнца) — стилизованным изображением женщины, держащей в поднятых вверх руках полукольцо с шаром на нём.
Автор — Ложкин П.В.

## Символика
Район богат историческими корнями. На протяжении V–VII веков чепецкие  первопоселенцы адаптировались к местным природно-климатическим условиям, освоив Чепецкое поречье. По правобережью реки Чепца сооружались городища —укреплённые поселения. В VIII-IX веках здесь наблюдается положительный сдвиг в развитии комплексного хозяйства, основанного на подсечном  земледелии, скотоводстве, охоте и рыболовстве.
Археологические раскопки Варнинского могильника, расположенного в Дебёсском районе, дают богатый материал об укладе жизни наших предков. Там найдена,  в частности, литая височная подвеска Шунды-Мумы (Мать-Солнца) в виде женской фигуры с поднятыми к небу руками, держащая солнце. Она изготавливалась из серебра и покрывалась позолотой. Выяснилось, также, что на вершине горы Байгурезь (правобережье реки Чепца) находилось городище, относящееся ко 2-й половине I тысячелетия н.э.
В создании официальных символов МО «Дебёсский район» основными составляющими образами явились — золотая височная подвеска Шунды-Мумы, вотская стрела, гора Байгурезь — памятник природы, старый Сибирский тракт — своеобразный музей под открытым небом, река Чепца.
По территории района проходит старый Сибирский тракт, северная (из Санкт-Петербурга) и южная (из Москвы) ветки которого соединились в с. Дебёсы в 1797 году. Тракт играл важную роль в экономической и культурной жизни России XVIII-XIX веков.

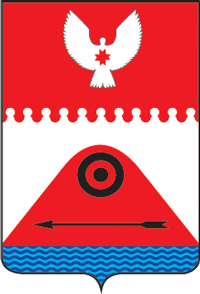
Проект герба района (2006)

## История
До принятия современного герба существовал проект, автором которого был Ю.И. Лобанов: «На гербе Дебёсского района изображается Красная гора Байгурезь, воспетая в стихах, песнях. Она является одной из достопримечательностей района. Но это не просто гора, но и голова  мистической рыбы, выходящей из волн реки Чепцы и в то же время по форме напоминает народный музыкальный инструмент крезь (гусли). Ассоциативное восприятие герба усиливается путем калейдоскопной эзотерической подачи материала».
Современный герб утверждён Решением Совета депутатов МО «Дебесский район» №55 от 24 августа 2006 года.

## Комментарии
1. ↑  Вероятно, здесь опечатка и следует читать «витками»